# Ingeniero Maschwitz
Ingeniero Maschwitz, meglio conosciuta come Maschwitz, è una città del partido di Escobar, in provincia di Buenos Aires.

## Geografia
Ingeniero Maschwitz è situata nella parte nord-occidentale dell'area metropolitana bonaerense, 10 km a sud-est da Belén de Escobar e a 47 km a nord-ovest di Buenos Aires.

## Storia
Nel 1888 le terre sui quali sorge l'odierna città furono acquistati dal proprietario terriero Benito Villanueva. Il 2 marzo 1910 Villanueva vendette ad un'impresa immobiliare una parte sezione dei terreni prossima alla linea ferroviaria e alla fermata Km 47. Due giorni più tardi la stazione fu intitolata all'ingegner Carlos Maschwitz, ex-ministro dei Lavori Pubblici deceduto il 28 febbraio precedente in un incidente automobilistico in Francia. 
Con la legge provinciale N° 10.319 Maschwitz fu dichiarata città.

## Infrastrutture e trasporti

### Strade
La principale via d'accesso alla città è l'autostrada Buenos Aires-Rosario.

### Ferrovie
Ingeniero Maschwitz è servita da una stazione posta lungo la ferrovia Buenos Aires-Rosario e presso la quale fermano i treni suburbani della linea Mitre.

## Sport
La città è sede del Deportivo Armenio che disputa le sue partite interne presso lo stadio Armenia, situato anch'esso a Maschwitz.